# Dạng thuốc
Dạng thuốc là hình thức trình bày đặc biệt của dược chất để đưa dược chất vào cơ thể. Dạng thuốc được bào chế để phát huy tối đa hiệu lực chữa bệnh, tiện lợi trong sử dụng và bảo quản.

## Phân loại dạng thuốc
Theo thể chất:
- Các dạng thuốc thể rắn (thuốc bột, thuốc viên)
- Các dạng thuốc thể mềm (thuốc cao, thuốc mỡ, gel)
- Các dạng thuốc thể lỏng (dung dịch, hỗn dịch, nhũ dịch, xiro)

Theo đường dùng:
- Các dạng thuốc uống (viên, bột, dung dịch, nhũ dịch, hỗn dịch)
- Các dạng thuốc tiêm (dung dịch, hỗn dịch, nhũ dịch, bột pha tiêm, dịch truyền)
- Các dạng thuốc dùng ngoài (thuốc bôi trên da, thuốc nhỏ lên niêm mạc, thuốc súc miệng)
- Các dạng thuốc đặt vào các hốc tự nhiên trên cơ thể (thuốc đặt hậu môn, thuốc trứng đặt âm đạo...)

## Dung dịch thuốc
Dung dịch thuốc là những chế phẩm lỏng, được điều chế bằng cách hoà tan một hay nhiều dược chất, trong một dung môi hoặc một hỗn hợp dung môi. Dung dịch thuốc có thể dùng bằng đường uống hay bằng đường tiêm hay dùng ngoài.
Các dung môi hay dùng là: các dạng dung dịch nước, cồn hay dung dịch dầu.
Ưu điểm của dạng thuốc này là thuốc ngấm nhanh, tác dụng nhanh hơn các dạng thuốc rắn và không gây kích ứng khi tiếp xúc với niêm mạc. Hơn nữa, dược chất được hoà tan trong dung môi nên có thể bào chế ở dạng thuốc giọt, rất tiện dùng cho người già và trẻ nhỏ.
Nhược điểm của dạng thuốc này là thường kém bền vững, nên không thể bảo quản lâu dài. Việc chia liều kém chính xác hơn dạng thuốc rắn. Vận chuyển gặp nhiều khó khăn do dung dịch thuốc được đóng gói cồng kềnh và dễ vỡ.
Liều dùng được chia theo muỗng cà phê (5ml) hay muỗng canh (15ml).
Không nên dùng dạng thuốc này để uống các dạng thuốc viên hay hoà tan các dạng thuốc bột để tránh tương kỵ hoá học.
Một số dung dịch thuốc uống và dùng ngoài:
- Dung dịch thuốc nước là dạng thuốc được điều chế bằng cách hòa tan một hay nhiều dược chất trong dúng môi nước.
- Siro thuốc là dạng thuốc lỏng, sánh và có chứa tỷ lệ đường cao (56 - 64%), được điều chế bằng cách hòa tan dược chất, dung dịch dược chất trong siro đơn hoặc hòa tan đường trong dung dich dược chất, dùng để uống.

Ưu điểm: Dạng thuốc này giúp che giấu được mùi vị khó chịu của thuốc nên tiện dùng cho trẻ em. Tỷ lệ đường cao nên thuốc có thể bảo quản được lâu và cũng có giá trị dinh dưỡng.
Nhược điểm: Hấp thu chậm do độ nhớt cao, do đó cần pha loãng hay uống kèm với nước nếu muốn tăng tốc độ hấp thụ.
Liều dùng: Dạng thuốc này được phân liều theo muỗng cà phê hay muỗng canh.
- Elixir là dạng thuốc lỏng, chứa một hay nhiều dược chất, thường chứa một tỉ lệ lớn ethanol và saccharose hoặc polyalcol (như glycerin) cùng một số chất phụ thích hợp (như chất bảo quản chống nấm mốc..). Ví dụ như: elixir paracetamol, elixir phenobarbitan,..
- Dung dịch cồn thuốc là dạng thuốc dùng trong hoặc dùng ngoài, gồm một hay nhiều dược chất hòa tan hoàn toàn trong ethanol.
- Dung dịch dầu.
- Nước thơm.
- Potio
- Dung dịch cao phân tử và dung dịch keo.

## Hỗn dịch
Hỗn dịch là dạng thuốc lỏng để uống, tiêm hay dùng ngoài có chứa dược chất rắn không hòa tan ở dạng hạt rất nhỏ (đường kinh ≥ 0,1μm) được phân tán đồng đều trong chất lỏng là môi trường phân tán (chất dẫn).
Các chất dẫn thường gặp: nước, nước thơm, dung dịch dược chất...
Ưu điểm: hạn chế được nhược điểm của một số dược chất khi hoà tan kém bền vững hoặc có mùi vị khó uống và gây kích ứng niêm mạc đường tiêu hoá.
Cần lắc kỹ trước khi sử dụng.

## Nhũ tương
Nhũ tương là dạng thuốc lỏng chứa các tiểu phân lỏng phân tán trong một chất lỏng khác không đồng tan. Có thể dùng để uống, tiêm hay dùng ngoài. Nhũ tương dạng lỏng dùng để uống gọi là nhũ dịch.
Ưu điểm: Che giấu mùi vị khó chịu của thuốc, giảm tác dụng gây kích ứng niêm mạc đường tiêu hoá của dược chất. Nhũ tương dùng đường tiêm không gây tắc mạch như các thuốc tiêm dạng dầu.
Cần lắc kỹ trước khi sử dụng.

## Thuốc viên
Có nhiều dạng thuốc viên: viên nang, viên nén, viên bao, viên ngậm, viên đặt dưới lưỡi, viên sủi, viên nhai, viên tác dụng kéo dài.

### Viên nang
Viên nang hay viên con nhộng là dạng thuốc rắn hay mềm được phân liều chính xác và được bào chế dưới dạng thích hợp (dung dịch, bột, hạt) đựng trong vỏ nang làm bằng gelatin hay tinh bột. Với dạng bào chế này, thuốc có thể che giấu được mùi vị khó chịu, làm cho thuốc dễ uống, tránh được các tác động bên ngoài, bảo vệ thuốc không bị dịch vị phá huỷ. Vì vậy, không nên nhai để tránh làm hỏng vỏ nang, không tách bỏ vỏ nang để lấy phần dược chất bên trong để uống. Riêng đối với người lớn tuổi, phản xạ nuốt có thể giảm và có hiện tượng giảm tiết nên khi uống, ngậm viên thuốc trong miệng để làm mềm vỏ nang rồi nuốt với nước nhằm tránh hiện tượng thuốc dính ở thực quản.

### Viên nén
Viên nén có nhiều hình dạng, kích thước; có thể được điều chế bằng cách nén một hay nhiều dược chất. Mỗi viên nén là một đơn vị liều, do đó rất dễ sử dụng, dễ vận chuyển và dễ bảo quản. Tốt nhất là nên uống vơi nhiều nước (nước đun sôi để nguội, khoảng 150ml). Tuy nhiên, viên nén có tác dụng chậm hơn thuốc tiêm, khó uống đối với trẻ em, người lớn tuổi, người đang bị hôn mê.

### Viên bao
Viên bao là dạng thuốc ở dạng viên nén được bao thêm một lớp màng thích hợp nhằm mục đích che giấu mùi vị khó chịu của dược chất, tránh được các tác động bên ngoài, bảo vệ thuốc không bị dịch vị phá huỷ, hay kiểm soát sự giải phóng dược chất (giúp giải phóng thuốc chậm).

### Viên ngậm
Viên ngậm thường được dùng để sát khuẩn, chông viêm trong khoang miệng. Dược chất được phóng thích từ từ.

### Viên ngậm dưới lưỡi
Viên ngậm dưới lưỡi thường được dùng khi cần tác dụng nhanh của thuốc hoặc tránh sự phân huỷ ở dịch vị và ở gan. Dược chất phải được phóng thích nhanh, và nhanh chóng cho tác dụng toàn thân.

### Viên sủi

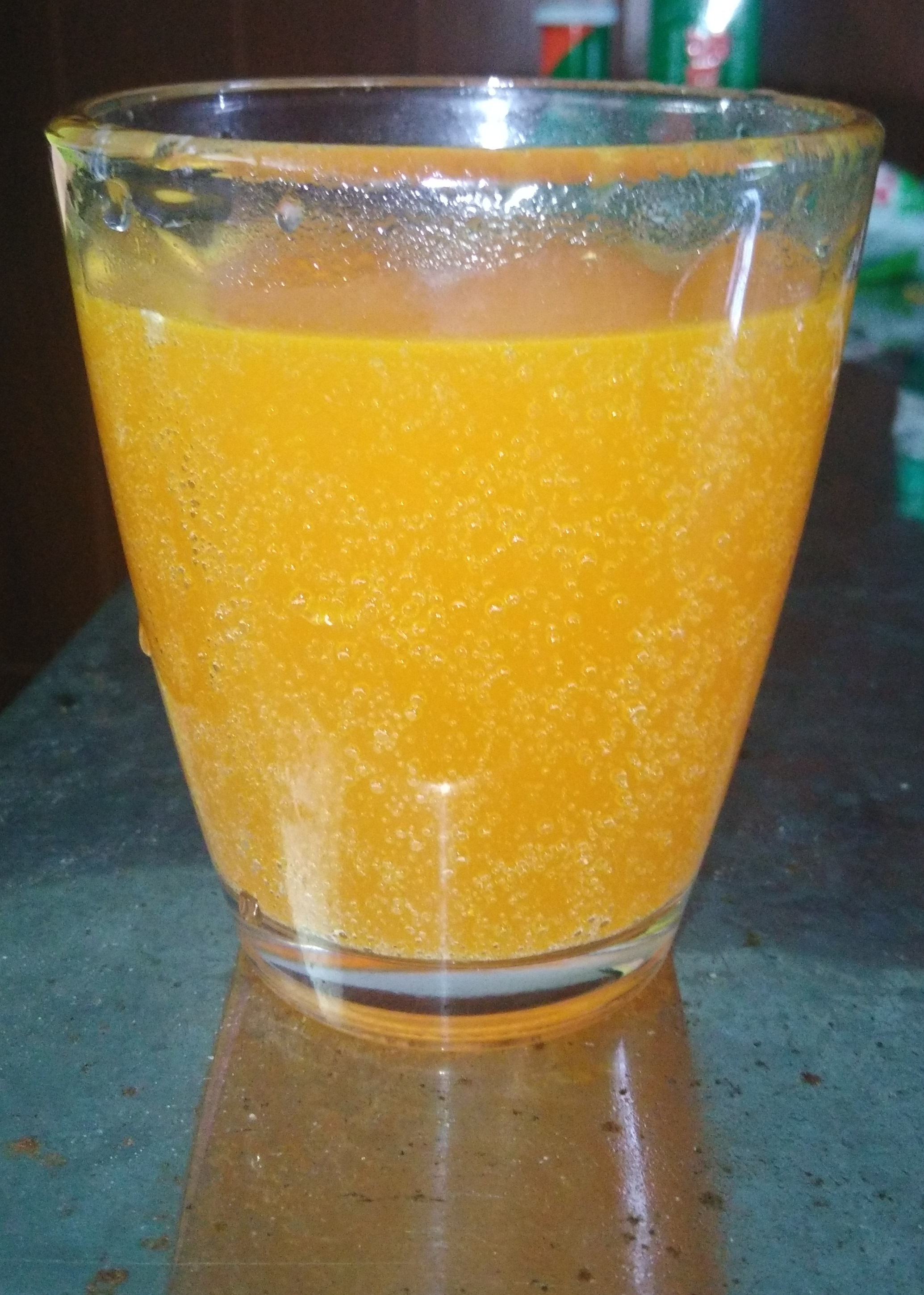
Một ly nước C sủi

Viên sủi bọt là một trong những dạng viên pha dung dịch hay hỗn dịch với sự giải phóng khí (CO2 hoặc O2) dùng để uống hoặc dùng ngoài nhằm tăng sinh khả dụng.
một số ưu nhược điểm:
- Ưu điểm: Dùng thích hợp cho những người khó nuốt viên nén, giảm kích ứng niêm mạc cho một số dược chất, tăng sinh khả dụng cho một số viên nén, che giấu mùi vị,
- Nhược điểm: Viên phải được điều chế và bảo quản trong điều kiện tránh ẩm do chứa một lượng muối kiềm khá lớn (natri carbonat, natri hydrocarbonat, kali carbonat) nên viên sủi không dùng cho người kiêng muối, một số trường hợp viên sủi gây kiềm hoá máu làm ảnh hưởng đến hấp thu một số chất
- Thành phần viên sủi gồm dược chất và tá dược:
  - Dược chất đóng vai trò quan trọng nhất.
  - Các tá dược: 
    - Tạo phản ứng sủi bọt.
    - Tốc độ tan ảnh hưởng tốc độ rã (khác với viên nén quy ước)

Tá dược trơn có vai trò lớn trong đảm bảo độ bền cơ học, dược động học của viên
- Một số lưu ý: Với những người bị cao huyết áp có thể vẫn dùng thuốc viên sủi được dù đã có khuyến cáo nếu sử dụng muối tạo khí là KHCO3, vì kali trong máu có vai trò hạ áp. Mặt khác acid sử dụng là vitamin C (ascorbic) để tạo khí có vai trò làm bền vững thành mạch, ổn định huyết áp. Hai loại tá dược: KHCO3 và ascorbic được sử dụng nhiều trong bào chế viên sủi cho người cao huyết áp.

### Viên tác dụng kéo dài
Viên tác dụng kéo dài thường chứa lượng dược chất cao hơn bình thường và giải phóng từ từ lượng dược chất này trong đường tiêu hoá để kéo dài tác dụng của thuốc, giảm số lần sử dụng thuốc. Thường sinh khả dụng của dạng thuốc này, phụ thuộc nhiều vào thời gian lưu trú tại dạ dày vì nếu thuốc nằm tại dạ dày lâu qua thì vỏ bao sẽ rã ngay dưới tác dụng của dịch vị và ngược lại. Do đó, để đảm bảo tác dụng của thuốc, nên uống xa bữa ăn trừ những thuốc kích ứng dạ dày.

## Thuốc tiêm truyền
Thuốc tiêm truyền là dung dịch nước,hoặc nhũ tương dầu trong nước vô khẩn, không cóp gây sốt,không có nội độc tố vi khuẩn và thường đẳng trương với máu, không có chứa chất bảo quản diệt vi khuẩn, dùng để tiêm vào tĩnh mạch với liều lượng lớn và tốc độ chậm

### Dung dịch tiêm truyền bù nước, chất điện giải
Loại dung dịch này có tác dụng bù nước, điều hòa các chất điện giái.

### Dung dịch tiêm truyền cung cấp năng lượng
Có tác dụng nuôi dưỡng, cung cấp năng lượng cho cơ thể như dung dịch glucose, đạm thủy phân(plasmosan) amino acid (mỏriamin, klinitamin).

### Dung dịch keo và chất thay thế máu
Loại dung dịch này chủ yếu là các dung dịch keo thân nước, chúng có tác dụng là giữ được lâu trong máu hơn là các dung dịch khác. Nhờ đó mà duy trì được huyết áp an toàn và chống được hiện tượng trụy mạch
Hiện nay, người ta hay dùng dung dịch Dextran phân tử lượng 70.000 pha với nồng độ 5-6% trong nước.

### Các dung dịch thuốc
Là loại dung dịch có tác dụng để điều trị bệnh như dung dịch acid glutamic 1% điều trị amoni trong huyết áp cao, rối loạn chức năng gan;manitol, sorbitol 10-20% và ure 20-30% chữa phù não

### Dung dịch tiêm truyền các chất tái tạo tổ chức
Đây là các loại dịch thủy phân Protein hoặc dung dịch các amino acid nguyên chất. tác dụng của các loại dung dịch này là dùng cho các trường hợp suy dinh dưỡng, đặc biệt hiệu quả là suy dinh dưỡng của trẻ em.
Ngoài cách phân loại trên, trong thực tế người ta còn có cách phân loại khác dựa vào áp suất thẩm thấu của các dung dịch và được chia ra hai loại:
− Dung dịch đẳng trương: Dung dịch dẳng trương là dung dịch có áp suất thẩm thấu của huyết tương (7,4 atm), có độ hạ băng điểm bằng độ hạ băng điểm của huyết tương(D = -0,52 °C) và không làm thay đổi thể tích hồng cầu trong nghiệm pháp hemantocrit